# Kay Fisker
Kay Otto Fisker (14. února 1893 Frederiksberg – 26. června 1965 Kodaň), byl dánský architekt, designér a vysokoškolský profesor. Je známý díky mnoha projektům bytových domů, především v oblasti Kodaně, které ovlivnily dánskou bytovou architekturu na mnoho let. Nejznámější a největší jednotlivou realizací je původní kampus Aarhuské univerzity (dánsky: Aarhus Universitet) z třicátých let 20. století, spoluautoři Christian Frederik Møller, Povl Stegmann a krajinářský architekt Carl Theodor Marius Sørensen. 
Kay Fisker je považován za předního představitele dánského funkcionalismu a kampus Aarhuské univerzity za jeden z nejvýznamnějších příkladů tohoto stylu. Areál byl navíc v roce 2016 vybrán mezi dvanáct nejvýznamnějších architektonických a krajinářských děl dánského kulturního dědictví a zapsán na seznam tzv. Dánského kulturního kánonu. Kay Fisker byl za svůj přínos světové architektuře jmenován čestným členem American Institute of Architects.

## Vzdělání a kariéra
Kay Fisker se narodil 14. února 1893 ve Frederiksbergu u Kodaně. V roce 1909 nastoupil na Královskou dánskou akademii výtvarných umění a během studia souběžně pracoval v kancelářích předních skandinávských architektů, jako byli Anthon Rosen, Sigurd Lewerentz, Gunnar Asplund a Hack Kampmann. V roce 1915 vyhrál ve spolupráci s Aage Rafnem soutěž na návrh železničních stanic podél železnice Almindingen-Gudhjem na dánském ostrově Bornholm.

### Bytové domy
Po ukončení studia dominovaly jeho kariéře architekta četné vlivné projekty obytných domů. V roce 1928 uzavřel partnerství s o něco mladším architektem Christianem Frederikem Møllerem, které trvalo do roku 1942. Po získání prvních cen v architektonických soutěžích na Aarhuskou komunitní nemocnici v roce 1930 a Aarhuskou univerzitu v roce 1931 založili v roce 1932 společnou kancelář v Aarhusu. Vedle realizace projektů ve městě Aarhus na severu Dánska spolupracovali především na bytových projektech pro hlavní město Kodaň. Komplex bytových domů Vodroffsvej byl postaven v roce 1930 a  Vestersøhus v letech 1935 až 1939. Zejména druhý bytový komplex se okamžitě stal v Dánsku vzorem a nadále ovlivňuje dánskou bytovou architekturu.

### Aarhuská univerzita

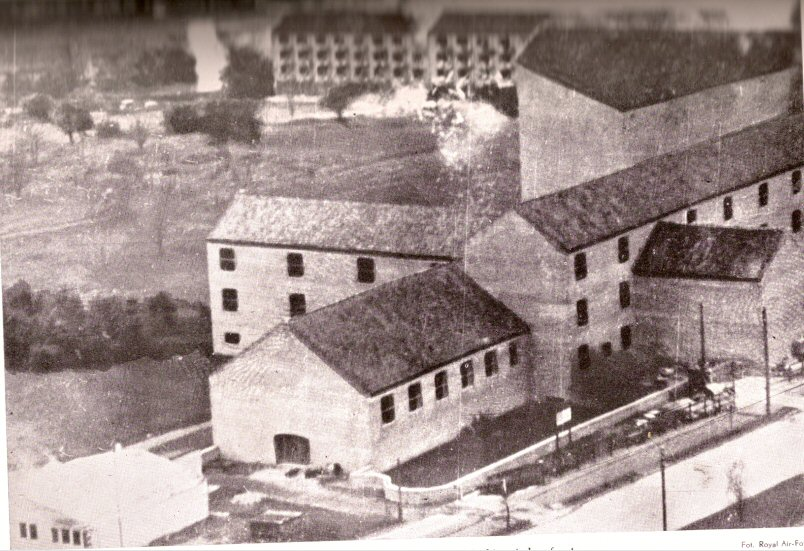
Za války v kampusu sídlo gestapo, proto ho RAF 31. října 1944 bombardovalo

O vznik univerzity usilovala místní samospráva i podnikatelé již od roku 1921. Důvodem byla nejen značná vzdálenost do Kodaně, ale též velký nárůst zájmu o studium po první světové válce, takže kapacity vysokých škol v hlavním městě nestačily. Aarhuská univerzita byla založena 11. září 1928 (původně s poněkud odlišným názvem) a zpočátku měla jen desítky studentů. Výuka probíhala v zapůjčených prostorách, takže potřeba výstavby vlastního kampusu byla naléhavá. Poté, co v roce 1929 obec darovala univerzitě poměrně rozsáhlé pozemky, byla v roce 1930 vypsána architektonická soutěž.
Projekt na celý kampus univerzity společně vypracovali Christian Frederik Møller (který byl z trojice architektů nejmladší), Kay Fisker a jeho spolužák ze studií architektury Povl Stegmann. Částečně byli inspirováni odborářskou vysokou školou ADBG (Allgemeinen Deutschen Gewerkschaftsbundes) v Bernau u Berlína, kterou navrhl švýcarský architekt Hannes Meyer, druhý ředitel Bauhausu a kterou Povl Stegmann viděl na své studijní cestě do Německa. 
Navrhli ucelené řešení ve stylu dánského funkcionalismu, kde celý areál byl rozdělen na několik menších částí, každá byla pečlivě přizpůsobena a začleněna do místní zvlněné krajiny za pomoci dalšího architekta, kterým byl krajinářský specialista Carl Theodor Sørensen. Jejich společný návrh získal v roce 1931 první cenu v architektonické soutěži a brzy začala výstavba, byť s menšími úpravami proti vítěznému projektu (např. změna střešní krytiny). 
První budovy komplexu byly dokončeny v roce 1933. Původně v nich sídlily katedry chemie, fyziky a anatomie (později se přestěhovaly do novějších budov). Slavnostní otevření nového kampusu se uskutečnilo 11. září 1933 za účasti krále Kristiána X., královny Alexandry, jejich syna korunního prince Frederika a předsedy vlády Thorvalda Stauninga spolu s tisícovkou pozvaných hostů. Poprvé byl také oficiálně použit nový název univerzity.
Ale když se Povl Stegmann stal v roce 1937 ředitelem technické školy v Aalborgu a současně dostal na starost ještě také plánování rezidencí profesorů této střední školy, z konsorcia pro výstavbu univerzity vystoupil (a později, během okupace Dánska, byl zavražděn). Stavba dalších budov kampusu pokračovala celá 30. léta a menším tempem také po obsazení Dánska nacisty. V roce 1942 přerušil spolupráci také Kay Fisker, takže Christian Frederik Møller zůstal na dokončení Aarhuské univerzity sám. V roce 1943 byla hotova většina kampusu, chyběla však rozestavěná hlavní budova. 
Møller byl přítomen na staveništi, když 31. října 1944  RAF bombardovalo univerzitní koleje, protože bylo známo, že je obsadilo ředitelství gestapa. Během útoku bomba omylem zasáhla také nedokončenou hlavní budovu. Møller byl jen lehce zraněn, ale  asi deset stavbařů zahynulo. Hlavní budova byla dokončena až po válce, v roce 1946. Později byly postaveny ještě některé další budovy, které Møller projektoval již sám, především budova knihovny (tzv. knižní věž z let 1960–1963) nebo budova Bartholin (1971–1974). Ale i tyto budovy cíleně navrhl tak, aby navazovaly na původní architektonický design z roku 1931.

### Poválečné realizace
Po rozsáhlém projektu Aarhuské univerzity, na konci války a po skončení druhé světové války se Kay Fisker ve 40. a 50. letech 20. letech věnoval opět především různým projektům bytových domů. A to nejen v Dánsku (Dronningegården v centru Kodaně, společně s Eske Kristensenem, několik etap 1943–1958 nebo Voldparken rovněž v Kodani, více architektů, 1945–1951), ale např. také v Berlíně (Hansaviertel, 1957). Navrhl ale rovněž např. kostel Ansgar ve městě Flensburg na severu Německa nebo Dánskou akademii, resp. Dánský institut pro vědu a umění v Římě (dánsky Det Danske Institut for Videnskab og Kunst i Rom, italsky Accademia di Danimarca) na ulici Via Omero, na okraji parku Villa Borghese (1963–1965), která se stala jeho poslední velkou realizací (budova byla dokončena až po jeho úmrtí).

### Akademická kariéra
V letech 1936 až 1963 byl Kay Fisker profesorem architektury na Královské dánské akademii výtvarných umění (Det Kongelige Danske Kunstakademi – Billedkunst Skolerne). Jako vyučující byl oceňován jako inspirativní přednášející a měl tak dlouhodobý vliv na přípravu studentů, vývoj dánské architektury a bytové kultury. V letech 1953 a 1957 byl hostujícím profesorem na Massachusetts Institute of Technology. 

### Názory na architekturu
Kay Fisker ve svých textech o architektuře prosazoval nadčasovou architekturu, nikoliv módní individuální úspěchy (které mohou rychle pominout). V článku „Osobní uctívání nebo anonymita“ z roku 1964 Fisker zdůraznil, že je důležité, aby naše okolí charakterizoval harmonický celek – na rozdíl od pouhého skládání z řady jednotlivých, senzačních děl. Podle Fiskera by architektura měla být rámcem pro „přirozený“ způsob života, nikoliv cílem sama o sobě.

## Vybrané realizace
- Železniční stanice na ostrově Bornholm (spolu s Aage Rafnem, 1915).
- Bytové domy Hornbækhus, Kodaň (1922).
- Aarhuská komunitní nemocnice (spoluautor Christian Frederik Møller, 1930).
- Aarhuská univerzita: 1931 vítězství v architektonické soutěži, první část dokončena 1933, další za války cca 1943: Kay Fisker, Christian Frederik Møller, Povl Stegmann a krajinářský architekt Carl Theodor Sørensen.
- Bytové domy Vodroffsvej, Kodaň (spoluautor Christian Frederik Møller, 1930).
- Bytové domy Vestersøhus, Kodaň (spoluautor Christian Frederik Møller, dvě etapy, 1935–1939).
- Bytové domy Dronningegården, Kodaň (spoluautor Eske Kristensen, dvě etapy, 1943–1958).
- Bytové domy Voldparken, Kodaň (více architektů, 1945–1951).
- Kostel Ansgar ve městě Flensburg na severu Německa.
- Bytové domy  Hansaviertel, Berlín (1957).
- Dánská akademie, resp. Dánský institut pro vědu a umění v Římě, Itálie (1963–1965).

## Fotogalerie

### Aarhuská univerzita

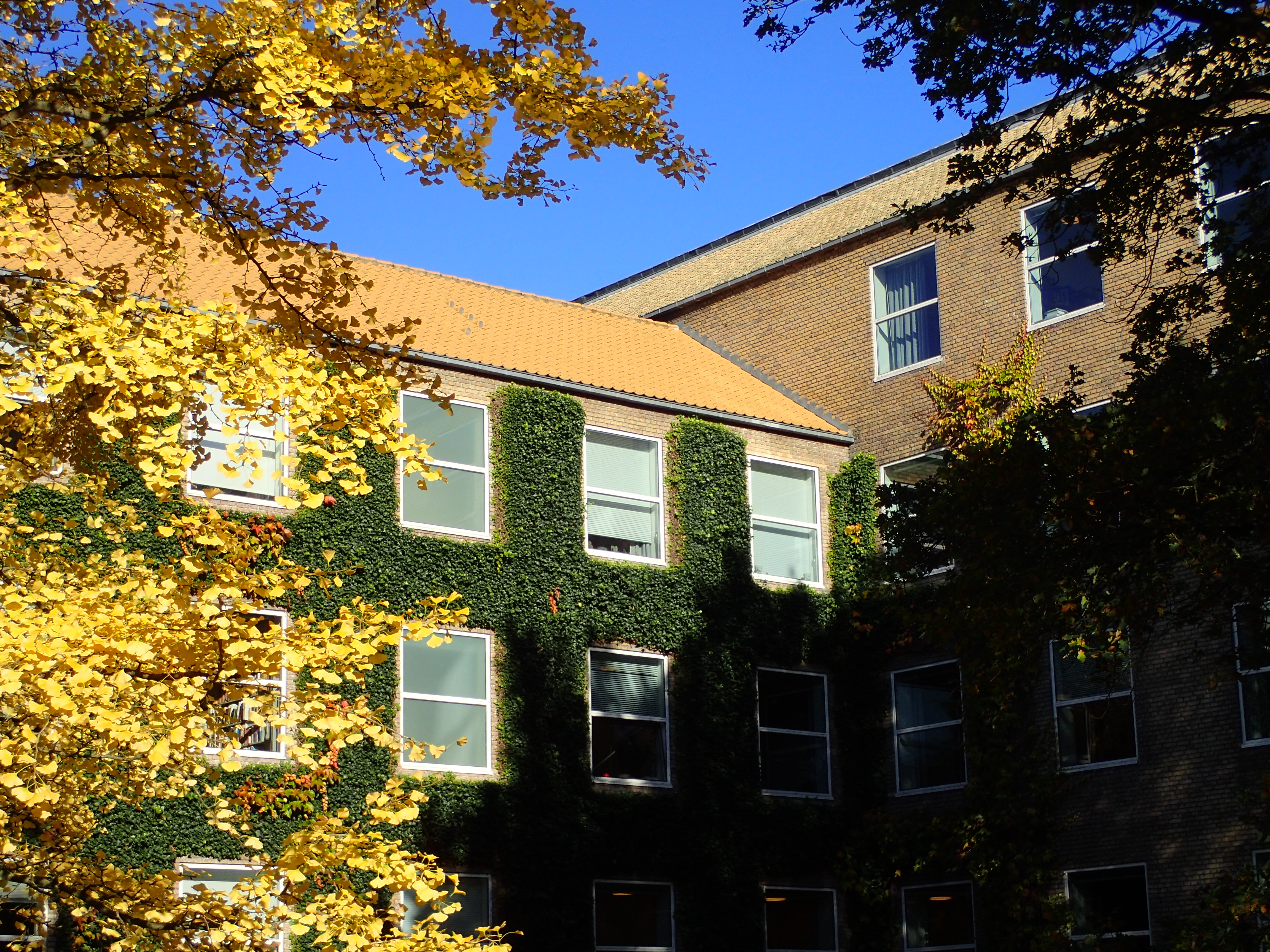
Jedna z budov univerzity
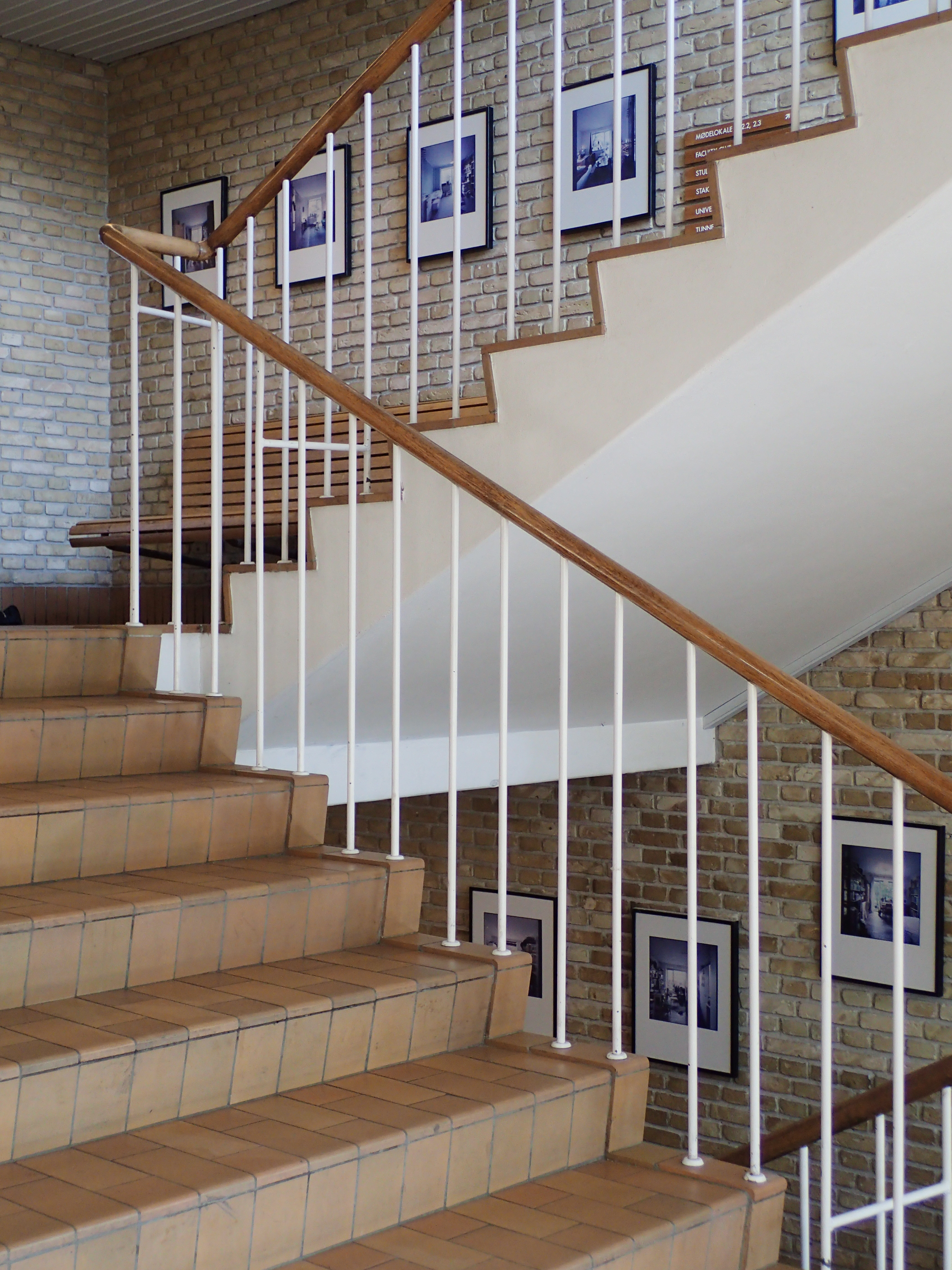
Detail schodů ve studentské koleji
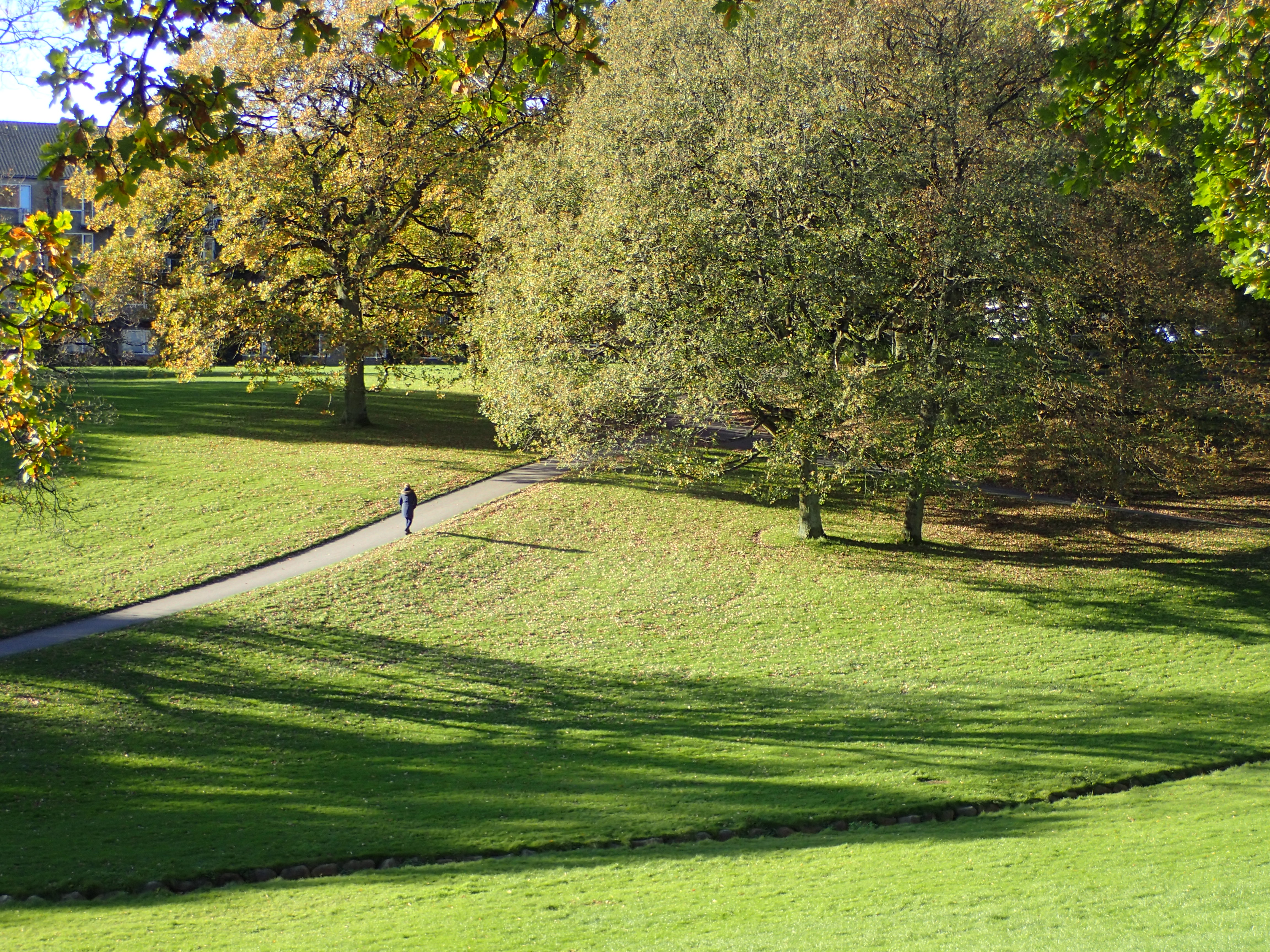
Univerzitní park, v pozadí jedna z budov
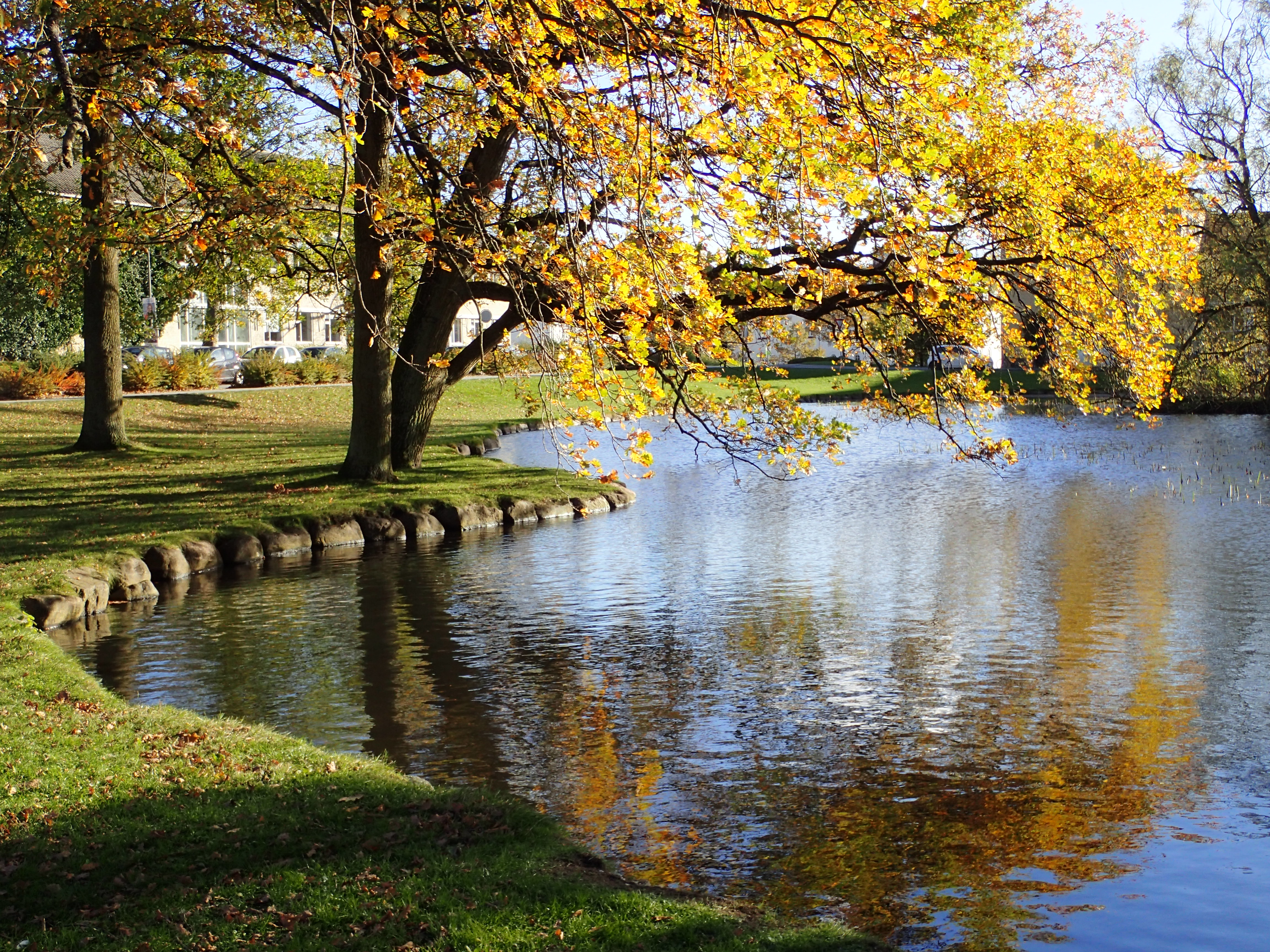
Jezírko v parku

### Jiné předválečné realizace

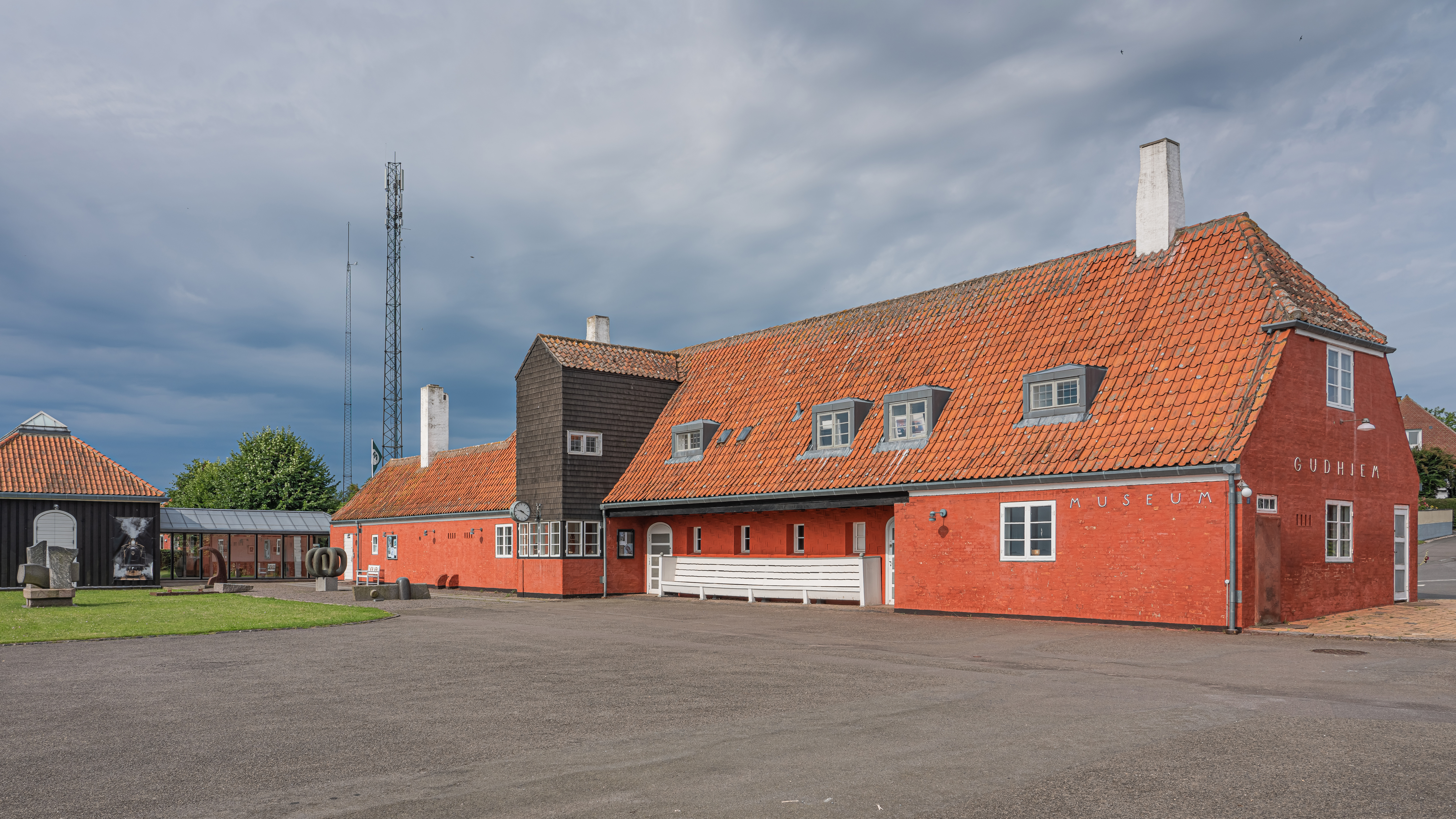
Jedna ze železničních stanic na ostrově Bornholm: nyní muzeum (1915)
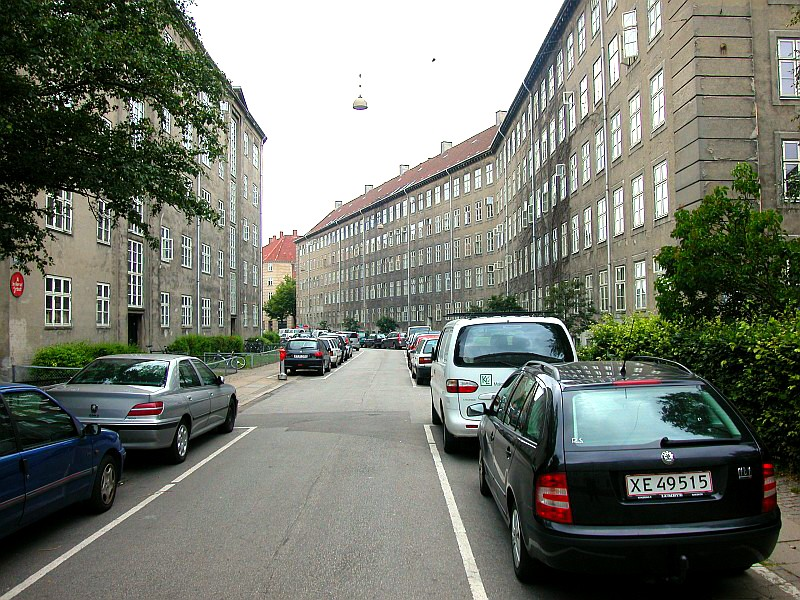
Hornbækhus (1923): velké bytové domy z cihel
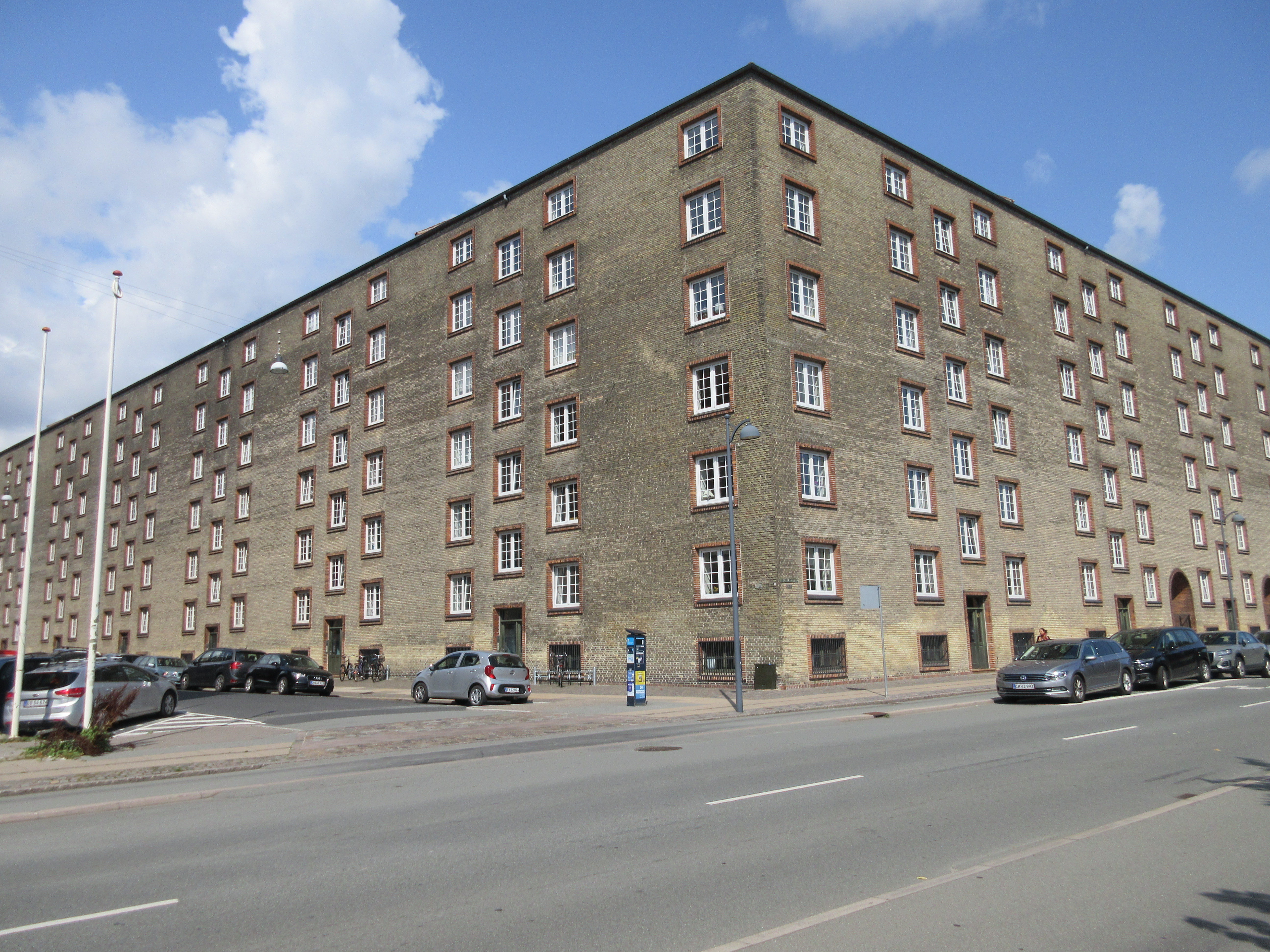
Gullfosshus (1932): monumentální cihlová struktura
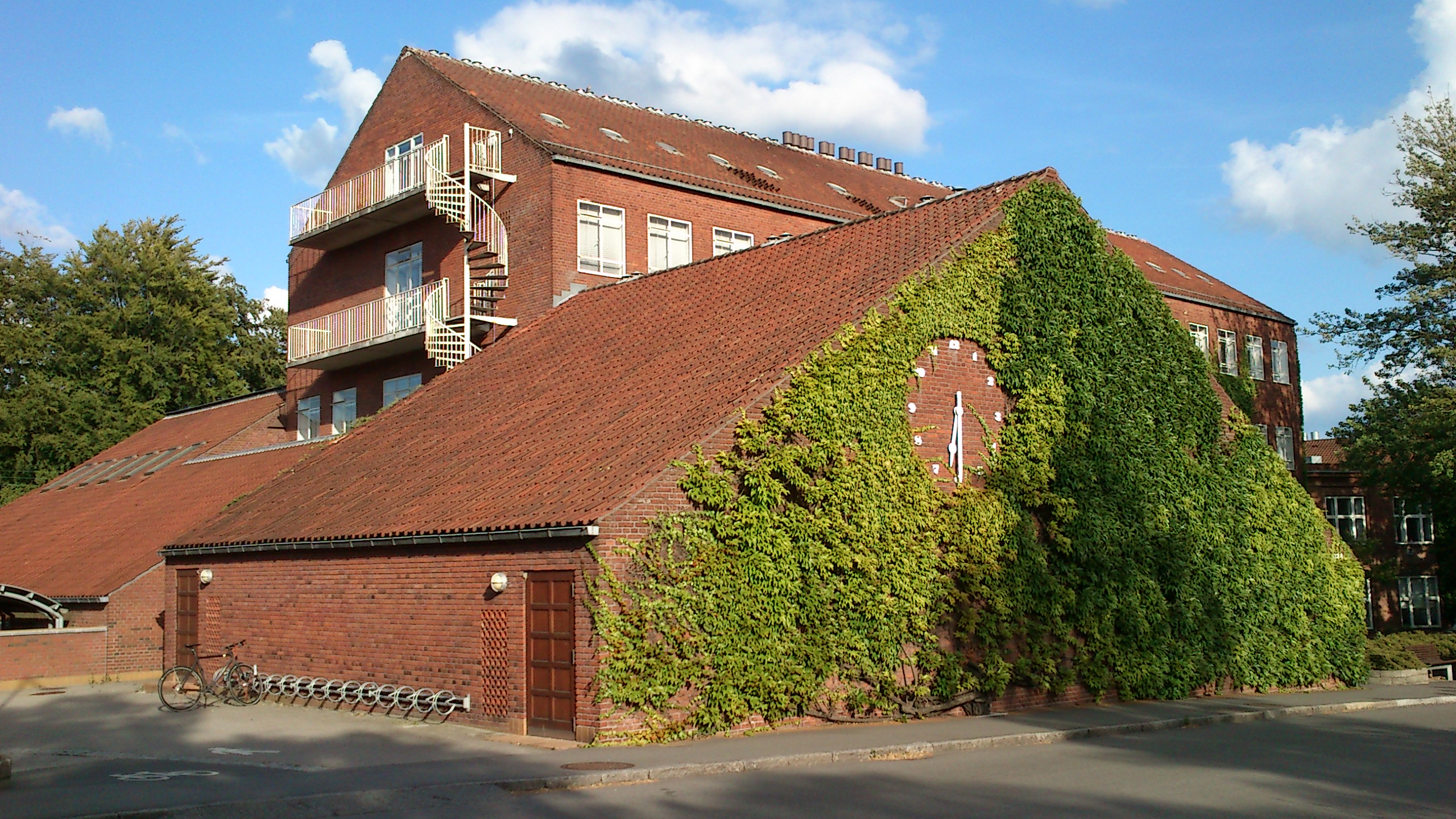
Aarhuská komunitní nemocnice (1930)
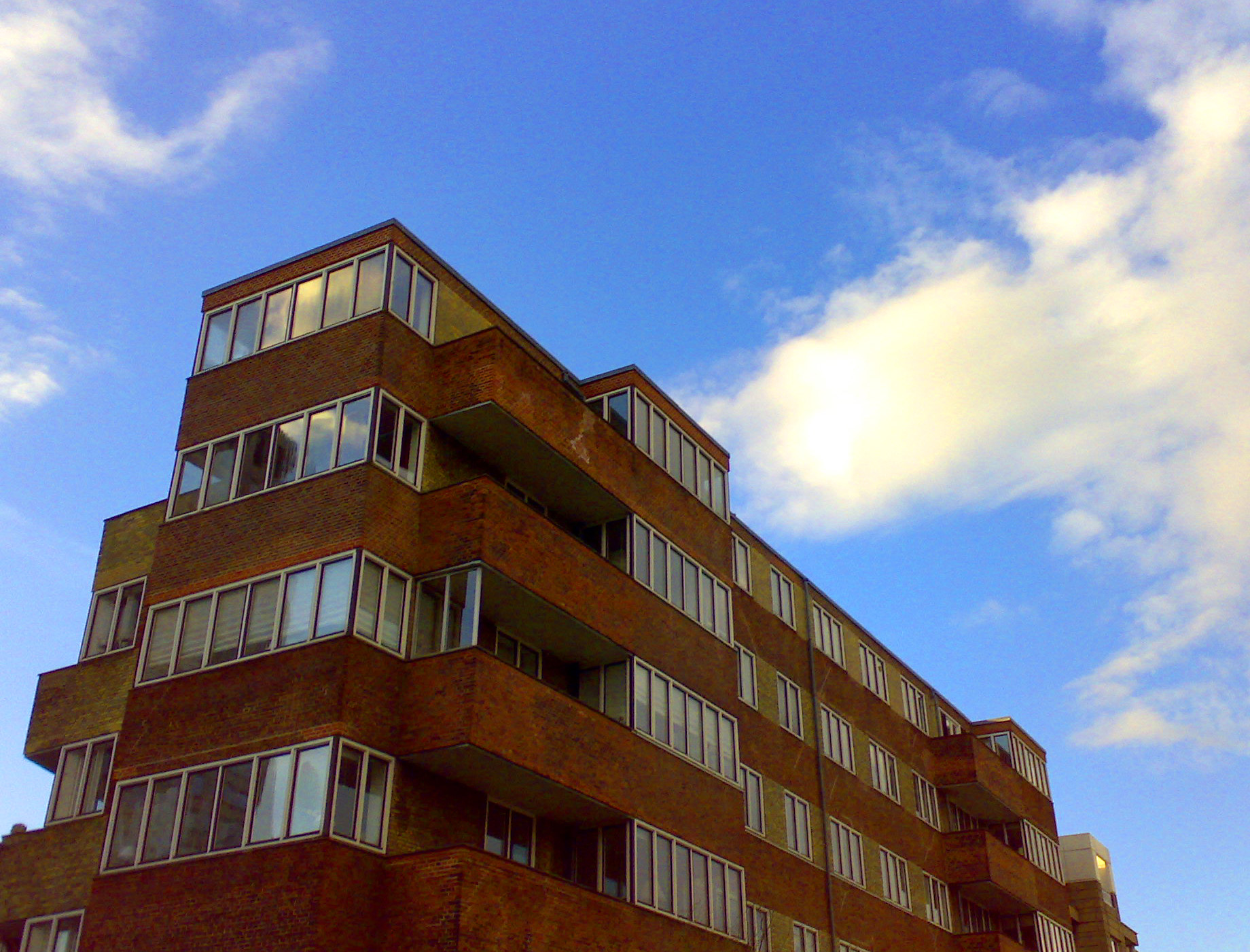
Bytové domy Vodroffsvej, Kodaň (1930)
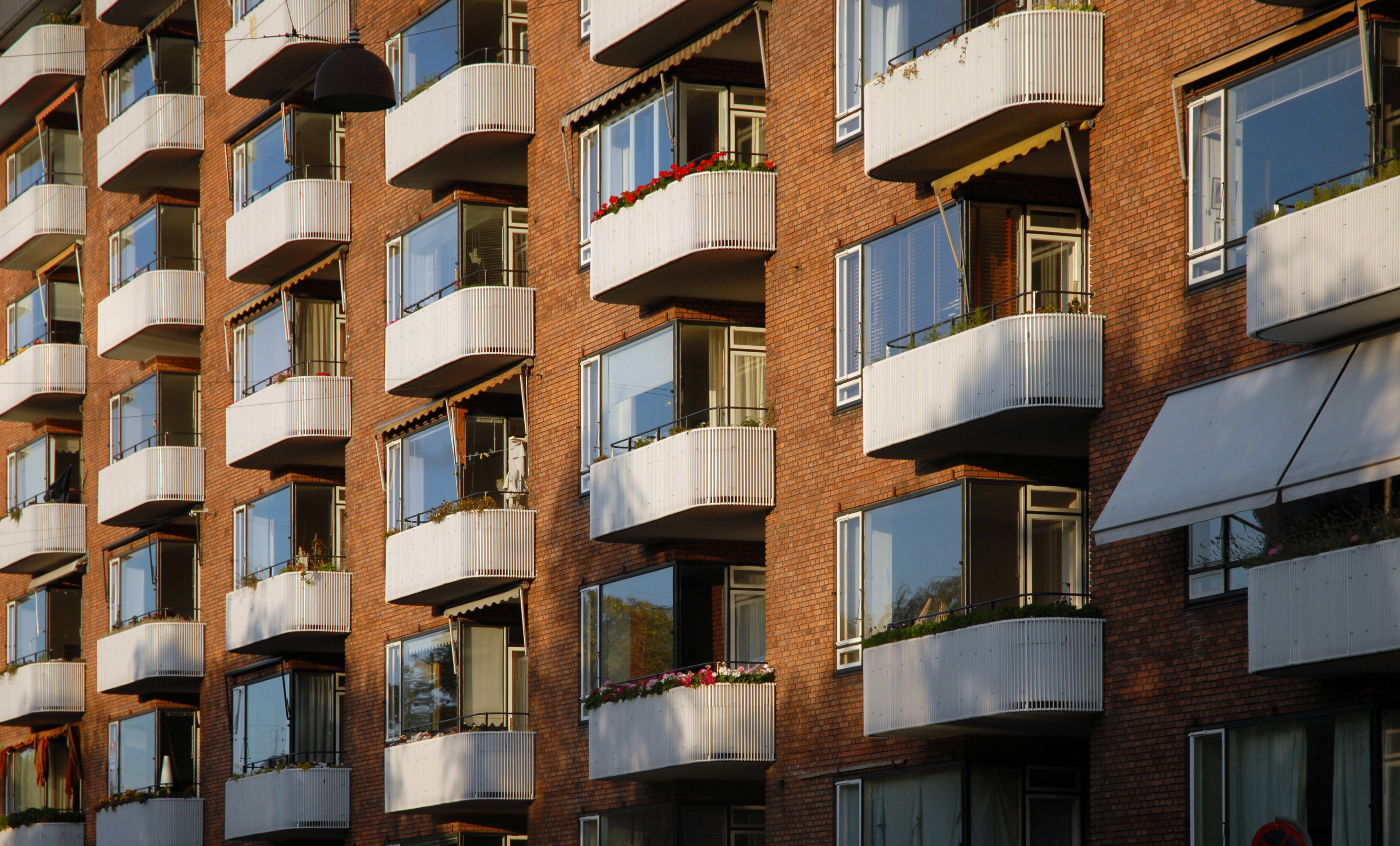
Bytové domy Vestersøhus, Kodaň (1935–1939)

### Jiné poválečné realizace

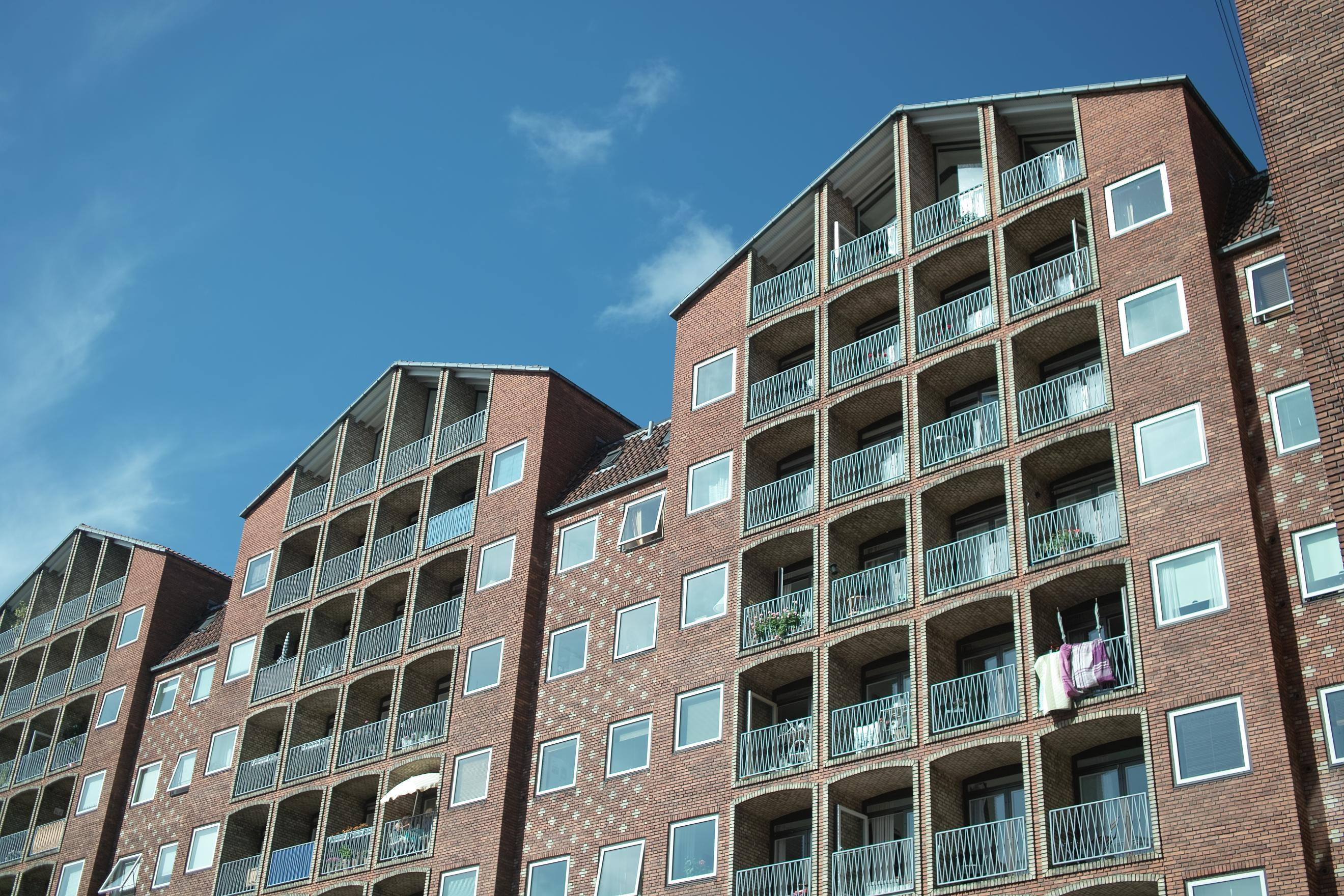
Kodaň, Dronningegården: balkóny
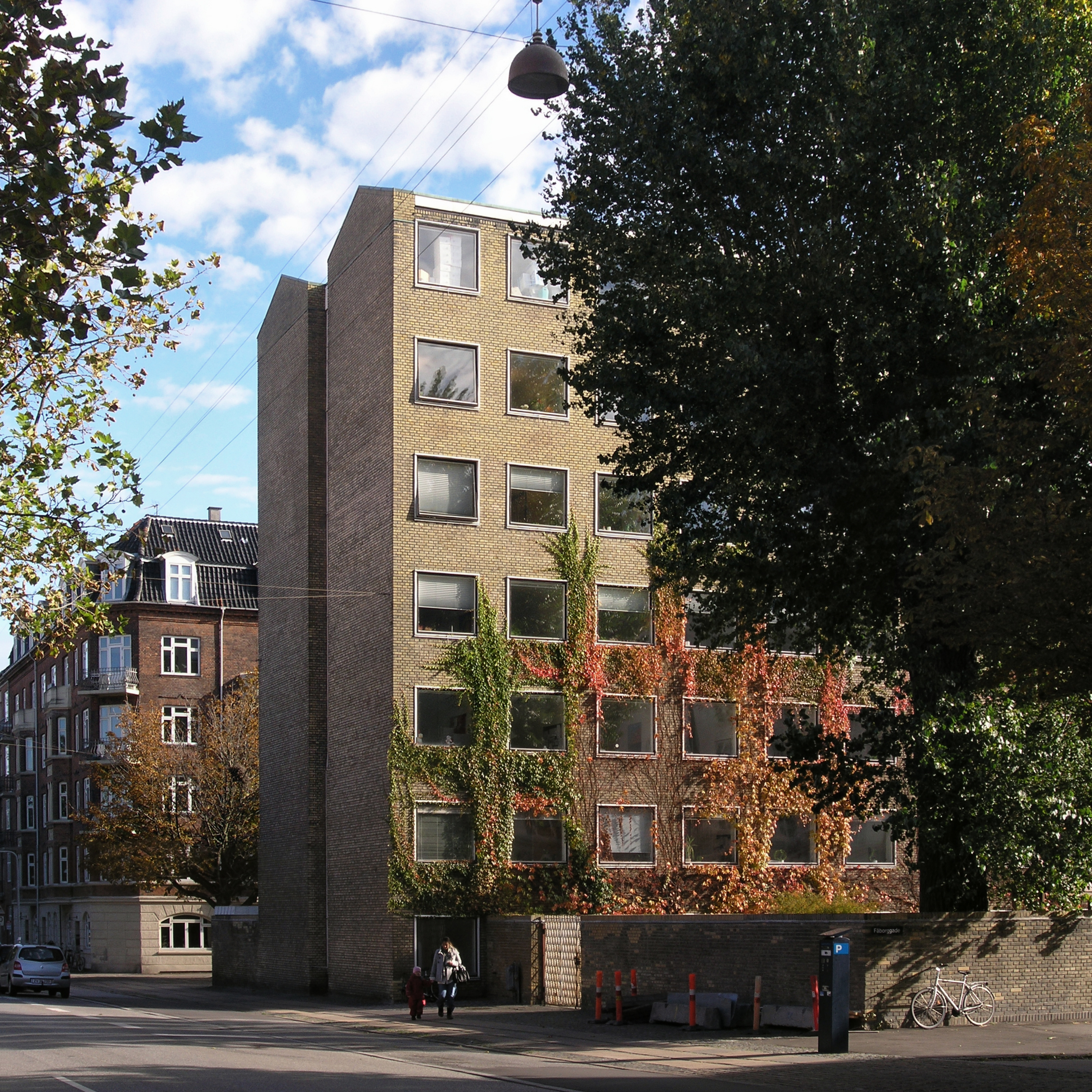
Kodaň, Mødrehjælpen (1953–1955)
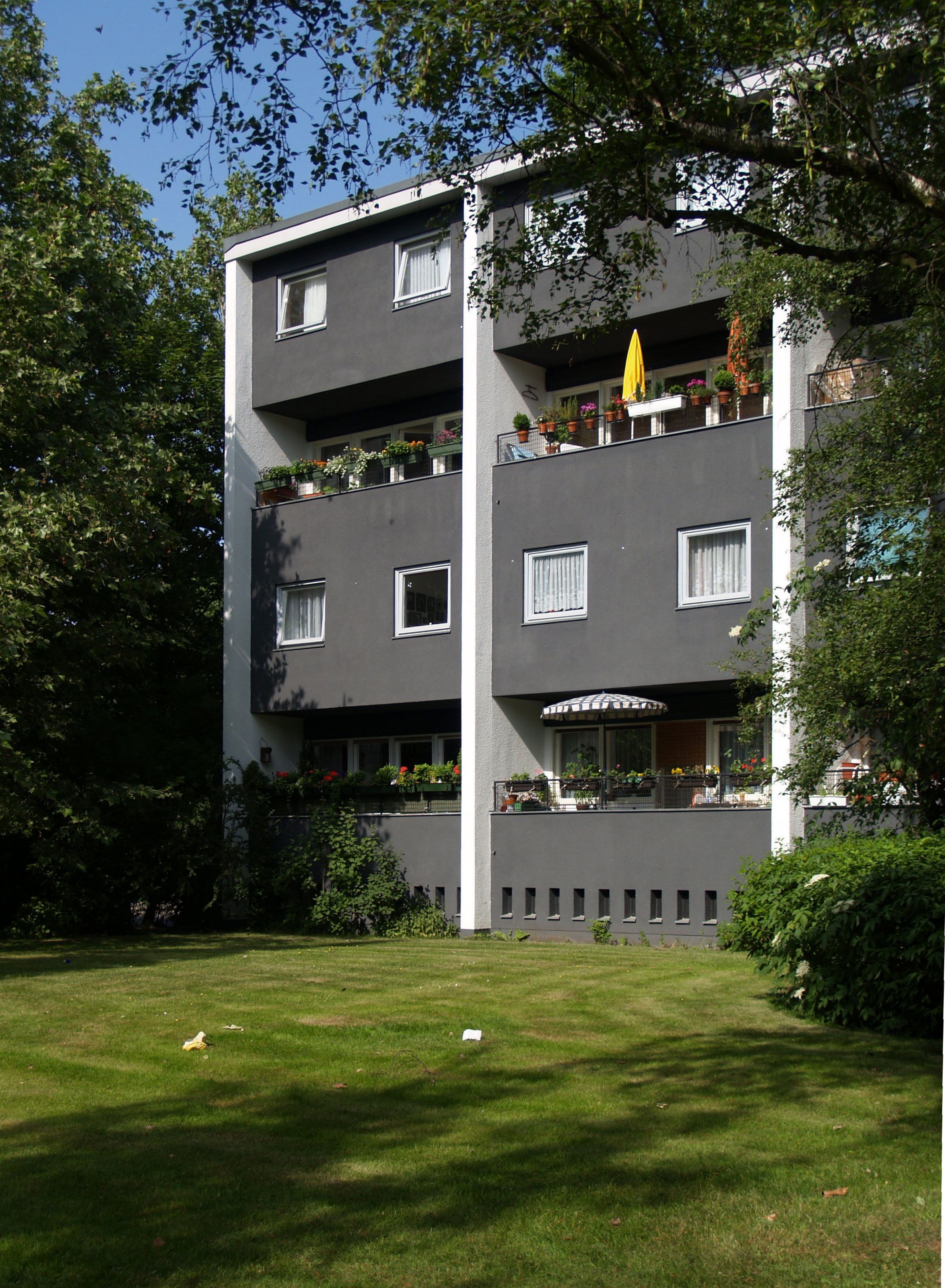
Berlín: Hansaviertel (1957)

## Ocenění a vyznamenání
- 1926: Eckersbergova medaile
- 1947: medail C. F. Hansena
- 1958: medaile prince Evžena za architekturu
- 1964: medaile Heinricha Tessenowa
- Řád Dannebrog